# Q-matrice
En mathématiques, une Q-matrice est une matrice carrée réelle apportant des propriétés particulières aux problèmes de complémentarité linéaire. Ce sont celles qui assurent l'existence d'une solution de ces problèmes (une définition plus précise est donnée ci-dessous).
On ne connaissait pas en 2013 de caractérisation algébrique de ces matrices, permettant de les reconnaître.

## Définition

### Quelques notations
Pour un vecteur {\displaystyle v\in \mathbb {R} ^{n}}, la notation {\displaystyle v\geqslant 0} signifie que toutes les composantes {\displaystyle v_{i}} du vecteur sont positives.
On note {\displaystyle \mathbb {R} _{+}^{n}:=\{x\in \mathbb {R} ^{n}:x\geqslant 0\}} l'orthant positif de {\displaystyle \mathbb {R} ^{n}}.

### Problème de complémentarité
Étant donnés une matrice réelle carrée {\displaystyle M\in \mathbb {R} ^{n\times n}} et un vecteur {\displaystyle q\in \mathbb {R} ^{n}}, un problème de complémentarité linéaire consiste à trouver un vecteur {\displaystyle x\in \mathbb {R} ^{n}} tel que {\displaystyle x\geqslant 0}, {\displaystyle Mx+q\geqslant 0} et {\displaystyle x^{\!\top }(Mx+q)=0}, ce que l'on écrit de manière abrégée comme suit :
{\displaystyle {\mbox{CL}}(M,q):\qquad 0\leqslant x\perp (Mx+q)\geqslant 0.}

### Q-matrice
Q-matrice — On dit qu'une matrice {\displaystyle M\in \mathbb {R} ^{n\times n}} est une Q-matrice si, quel que soit {\displaystyle q\in \mathbb {R} ^{n}}, le problème {\displaystyle \operatorname {CL} (M,q)} a une solution.
On ne connait pas de caractérisation algébrique de la Q-matricité.